# Глемсгау
Глемсгау (на немски: Glemsgau, „Glemisgowe“) е средновековно франкско гауграфство на река Глемс в днешния Баден-Вюртемберг, Германия.
Глемсгау граничи на изток и югоизток с Некаргау, на югозапад и запад с Вюрмгау и на северозапад с Енцгау.
Граф Улрих II фон Ашперг-Тюбинген продава своите части от Глемсгау през 1308 г. на граф Еберхард I фон Вюртемберг. Така Глемсгау отива към Графство Вюртемберг и политически не играе вече роля.

## Гауграфове в Глемсгау
- Лантболт (769 – 777 споменат)[1]
- Геролд, зет на Карл Велики (794 споменат)[2]
- Гунтхарт (797 споменат)[3]
- Лиуболт (880 споменат)[4]
- Гозберт (902 споменат)[5]
- Графовете фон Ингерсхайм или Калв (до 1131)
- Маркграф Велф VI и син му Велф VII от род Велфи (1131 – 1180)[6]
- Пфалцграфовете на Тюбинген (от 1180)[7]
- Граф Улрих II фон Ашперг-Тюбинген (до 1308 последният граф на Глемсгау)[8]